# Розанцев, Валентин Фёдорович
Валентин Федорович Розанцев (6 августа 1939, Кимры — 25 июня 2010, Москва) — художник-карикатурист, организатор-концептуалист, педагог. 

## Творческая биография
Художником, как говорил сам Валентин, он был сызмальства, сколько себя помнил. В школе однажды получил нагоняй за стенгазету «Горный орел», так как по наивности нарисовал Сталина то ли с горном, то ли в виде орла. Пошел учиться в МАИ, куда в то время, так получалось, шли все будущие известные деятели искусства и культуры, а в качестве дипломной работы придумал дизайн новой посуды для обедов во время полетов на самолетах Аэрофлота, возможно кто-то из вас пользовался этой посудой. Все своё время обучения в МАИ Валентин Розанцев усиленно рисовал вместе с сокурсником, тоже в будущем известным карикатуристом, Владимиром Хозиным. А сразу же после МАИ поступил в Строгановское училище, чтобы закрепить навыки рисования, приобретенные рисовальной практикой в МАИ.
Валентин Розанцев работал художником в редакциях газет «Московский Комсомолец», «Труд», «Социалистическая Индустрия», «Известия», главным художником журналов «Советский Союз» и «Миша». Активно продвигал в 70-у годы XX века с другими художниками группы «чудаки» при «Литературной газете» (Вагрич Бахчанян, Виталий Песков, Владимир Иванов, Игорь Макаров, Феликс Куриц, Сергей Тюнин, Михаил Златковский, Игорь Смирнов и другие) новую, «умную» карикатуру в пику так называемой «советской сатирической», делавшейся по указке сверху. Новые формы, несмотря на восторженный прием публикой, встречали яростное сопротивление заслуженных художников старой формации, крокодильцев. Вот как об этом писал сам Валентин:

«Крокодилу» — 70 лет. И по этому поводу было торжество. И его показывали по ТВ. И чтобы было поинтересней, врезали в ТВ-показ кусочки интервью с разными важными «крокодилами».
Был среди них и Борис Ефимов, самый старый и заслуженный из отряда пресмыкающихся, и он немножко поплакал «по-крокодильски», как и положено). Дескать время было такое, что все мы должны были делать заказную карикатуру. Приходилось!
Приходилось? И вы конечно, сопротивлялись? Вас и нас заставляли, бедненьких? И Академиком Вас насильно сделали?
Скажите, а кто заставлял Вас устраивать судилище над Виталием Песковым, над «чудаками» из ЛГ?
Кто предавал анафеме Сергея Тюнина и других художников за участие в зарубежных конкурсах карикатуристов?
Кто заставлял лично Вас с главным художником «Крокодила» Андреем Крыловым приходить в «Известия» для того, чтобы запретить печататься там Валентину Розанцеву?
Кто заставлял Вас вынимать из производства в издательстве «Советский художник» уже практически готовые книжки карикатур неугодных лично Вам авторов?
Одним словом, если уж вам очень захочется публично поплакаться еще, поплачьтесь. Но будет честнее, если при этом, ВЫ откровенно скажете, что плачете потому, что уже больше не можете скушать или, как у вас «крокодилов» говорят, сожрать всякую там «мелочь антисоветскую».
Реплика к юбилею «Крокодила» из газеты «Утюг» № 9 1992 г.
С приходом перестройки в 1986—1987 году Валентин Розанцев совместно с А. Безиком придумал и организовал первый концептуальный театр карикатур «TEART» (Театр на бумаге). Театр «ТЕАРТ» проводил публичные выставки в сюжетных выгородках на фигурах, организовывал международные акции, конкурсы, фестивали и при этом активно издавал каталоги карикатур.
Позже, в 1988 году Валентин также придумал и создал уникальный Центр Юмора, в 1989 году получивший статус представительства Европейской ассоциации карикатуристов (FECO) в СССР — SoFECO. Валентин Розанцев и стал его бессменным Президентом на долгое время. При Центре юмора SoFECO почти ежемесячно проводились международные конкурсы-выставки карикатур, а в качестве каталогов служил регулярный выпуск придуманной Валентином же юмористической газеты «Утюг» (1989—1993). Вся прибыль от газеты шла на организацию конкурсов, создавая в смутное время возможность поддержки талантливой молодежи. Юридически Центр Юмора существовал на основании странного статуса «местное добровольное общество без вышестоящего звена», которое выискал в советском законодательстве соратник Валентина Александр Безик — по забытому чиновниками Положению 1933 года, которое, впрочем, реально действовало вплоть до распада СССР. На тех же основаниях в то время существовали два известных новых объединения Фонд социальных изобретений при КП Геннадия Алференко и Объединение «Круг» из Ярославля Сергея Зеленкова.
В. Розанцев был лауреатом премии «Золотой телёнок» «Литературной Газеты» («Клуба 12 стульев») (1975 год), членом Союза журналистов СССР. Он участвовал во многочисленных международных конкурсах карикатуры по всему миру и лауреат 33-х из них. Наиболее значимые призы получены в Болгарии, Бельгии, Греции, Италии, Канаде, Турции, Югославии, Японии. Также Валентин участвовал в проведении и организации и как член жюри более чем в 30 международных конкурсах карикатур.
В 2000-е годы он работал главным редактором ежемесячной рекламно-информационной иллюстрированной газеты «Самохвал» (тираж — 200 тыс. экземпляров), издаваемой одноименной сетью магазинов, проводил детские конкурсы карикатур, организовал онлайн конкурс карикатуристов в онлайн в блогах Мой мир@mail.ru. Продумывал идею объединения карикатуристов Украины, России и Белоруссии в проекте «СРУБ» (Сообщество Россия-Украина-Белоруссия), хотел создать большой онлайн-блоговый постоянно действующий ресурс для художников России. Но не успел.
Именно в Центре Юмора в полной мере проявился талант Валентина Розанцева, как педагога и учителя — он без устали организовывал бесплатные для художников семинары, творческие учебы и различные встречи для общения, конкурсы под эгидой различных газет и журналов совместно с Центром Юмора, зарубежные выставки карикатур. Так в выставке-продаже советской карикатуры, Германия, Кассель в 1990 году участвовало самое большое количество работ советских художников за всю историю российско-германских отношений. А чего стоит уже забытая в России акция, проведенная Центром Юмора совместно с известным Фондом Социальных Изобретений (президент Г. Алференко) — выставка карикатур в США, прилетевшая туда из России из космоса в рамках международного проекта «Европа-Америка-500». Проект включал запуск искусственного спутника Земли «Ресурс-500» с космодрома Плесецк, и приводнение его спускаемой капсулы с образцами продукции и идей российских, американских и европейских компаний у берегов США в Тихом океане вблизи г. Сиэтл. В осуществлении проекта также принимали участие средства ПРО, береговая охрана США, международная космическая поисковая система «КОСПАС — САРСАТ», поисково-спасательный корабль «Маршал Крылов» ВМФ России. Найденный спускаемый аппарат-модуль восторженные американцы возили на автомобильном прицепе по улицам Сиэтла, что вызывало большой интерес у местных жителей и к выставке изделий и идей, и особенно к выставке карикатур, поэтому на выставке и побывало чрезвычайно много посетителей.
Особой своей заслугой Валентин Федорович считал то, что явился инициатором и организатором проведения первого и единственного фестиваля юмористов и сатириков России «Салтыков-Щедрин 93», который с триумфом и прошел на родине Салтыкова-Щедрина и самого Розанцева в городе Кимры Калининградской области летом 1993 года.
Так получилось, что своему личному творческому наследию Валентин Федорович посвящал немного времени. Его работы разбросаны по прессе и выставкам, авторских публикаций очень мало. Его ученики, единомышленники и почитатели пытаются собрать наследие мастера воедино.
Валентин Розанцев на все просьбы родных и друзей публиковать свои вещи отделывался шутками и говорил, что на это у него не хватает времени. А время это он посвящал в основном тому, чтобы пробивать молодых авторов, организовывать их участие в выставках по всему миру, учить уму разуму, как получить признание. Сегодняшнее поколение признанных карикатуристов России все — так или иначе вышло из под «сени» Валентина Федоровича.
В своих воспоминаниях лауреат многих международных конкурсов Вадим Коноплянский вспоминает о Розанцеве:

В 1984 году я показал свои карикатуры в клубе карикатуристов газеты «Труд» и руководитель клуба Валентин Розанцев предложил поучаствовать в международном конкурсе карикатуры в Токио при журнале «Иомиури шимбун». Я нарисовал несколько рисунков на заданную тему «Герой», а Розанцев отобрал по его мнению выигрышные и послал через газету в Японию. Спустя некоторое время пришло сообщение, что мне присуждена премия отборочного комитета. Разумеется, я был на седьмом небе. После этого мои работы отмечались в Габрово, Японии, Монреале.
В интервью газете «Газета Дона» художник-карикатурист Сергей Хасабов вспоминал:

Меня попросили вернуться. Оказывается, Веселовский уже показал художнику мою графику. «Как зовут? — улыбнулся Розанцев и тут же добавил. — Впрочем, буду звать тебя малышом». Я был маленьким и щупленьким, одет не по сезону. Через всю заснеженную Москву мы пошли к нему домой. Несколько дней я жил у Розанцева. Мэтр познакомил меня с условиями всемирных конкурсов карикатуристов, показал подлинники великих мастеров карикатуры — поляка Анжия Чечеты, австрийца Адольфа Борна и аргентинца Гилермо Мордилло. Увидел эти шедевры и понял: я как художник ничто.
В последнее время известный в России и мире художник Игорь Варченко общался с мастером чаще других. Он вспоминает также:

Валентин Фёдорович, будучи главным художником «Известий» и Директором Международного Центра Юмора в Москве, частенько организовывал творческие поездки для молодых авторов на Запад. Всех художников и все поездки не перечесть. Их было очень много. И по тем временам (когда россияне только начали выезжать за рубежи нашей Родины) это было очень круто!
Валентин дружил с Вагричем Бахчиняном, Леонидом Тишковым, Олегом Теслером. Мастер с юмором рассказывал о пережитых с друзьями трудных временах советской карикатуры и о забавных способах отсылки карикатур на международные конкурсы в обход цензуры, один из них через знакомую Олега Теслера.

Об этой же ситуации в «Независимой газете» написала Марина Москвина:

И именно благодаря Олегу наши карикатуристы с оглушительным успехом начали участвовать в международных конкурсах карикатуры, в которых без проблем принимали участие прославленнейшие карикатуристы Земли. Случилось это так. Моя подруга Ольга работала в отделе писем журнала «Смена». И у неё была печать с очень важной надписью: «Недозволенных вложений нет». В те далекие времена это была совсем не такая распространенная печать, как, скажем, «Хлеб принят». Подобная печать хранилась еще на Главпочтамте, и совсем не факт, что там сочли бы вложения Теслера «дозволенными», к тому же рисунки на почте вполне могли потеряться или не дойти к назначенному сроку. А Ольга ему так доверяла, что она доверила ему всю свою жизнь плюс эту заветную печать. Теслер мог ею воспользоваться в одиночку, но он совершенно был не такой человек. Поэтому лауреатом международных конкурсов карикатуры в Канаде, Германии, Греции, Франции, Турции, Югославии и пр. стал не только сам Олег Теслер, но и Сергей Тюнин, Игорь Смирнов, Михаил Златковский, Вася Дубов, Валентин Розанцев и многие другие художники. В том числе Тишков, которого Теслер продолжал опекать двадцать лет как родного до своего последнего дня.
Он говорил незадолго до смерти, что с улыбкой вспоминает то, что раньше кого-то недолюбливал в мире искусства, в карикатуре, путая свои социальные оценки поведению людей и их творчество. В конце пути таких людей в российской карикатуре для Валентина Федоровича не было. Он принимал и понимал всех.

## Книги Валентина Розанцева
- 1979 https://web.archive.org/web/20100606074922/http://www.reader.boom.ru/smirs/smirs001.htm  — Сергей Смирнов. Сатиричинки / Иллюстрации В. Розанцева. — М.: Советская Россия, 1979.
- 1986 — Иванов Е. П. Меткое московское слово / Иллюстрации В.Розанцева. — М. Московский рабочий, 1986. 320 с.
- 1988 — «Валентин Розанцев. Сатира * Юмор * Гротеск» г. Москва, Театр «Teart», 1988. — [32] c.: черно-белые иллюстрации.